# Canadian Idol
Canadian Idol (Nouvelle Star canadienne) est une émission de télé-réalité canadienne qui reprend le concept de la populaire émission britannique Pop Idol et son homologue américain American Idol. Produite durant 6 saisons, elle a été diffusée du 1er juin 2003 au 10 septembre 2008 sur le réseau CTV.
Il s'agit d'une compétition pour trouver le meilleur chanteur ou la meilleure chanteuse au Canada. Contrairement à ses équivalents américain et britannique, Canadian Idol semble se concentrer davantage sur la découverte d'artistes musicaux plutôt que la création de mégastars. L'émission est présentée par Ben Mulroney, fils de l'ancien Premier ministre du Canada Brian Mulroney.

## Vainqueurs
- Saison 1 (2003) : Ryan Malcolm (en)
- Saison 2 (2004) : Kalan Porter (en)
- Saison 3 (2005) : Melissa O'Neil
- Saison 4 (2006) : Eva Avila
- Saison 5 (2007) : Brian Melo (en)
- Saison 6 (2008) : Theo Tams (en)